# Ilex colchica
Ilex colchica är en järneksväxtart. Ilex colchica ingår i släktet järnekar, och familjen järneksväxter.

## Underarter
Arten delas in i följande underarter:
- I. c. colchica
- I. c. imerethica

## Bildgalleri

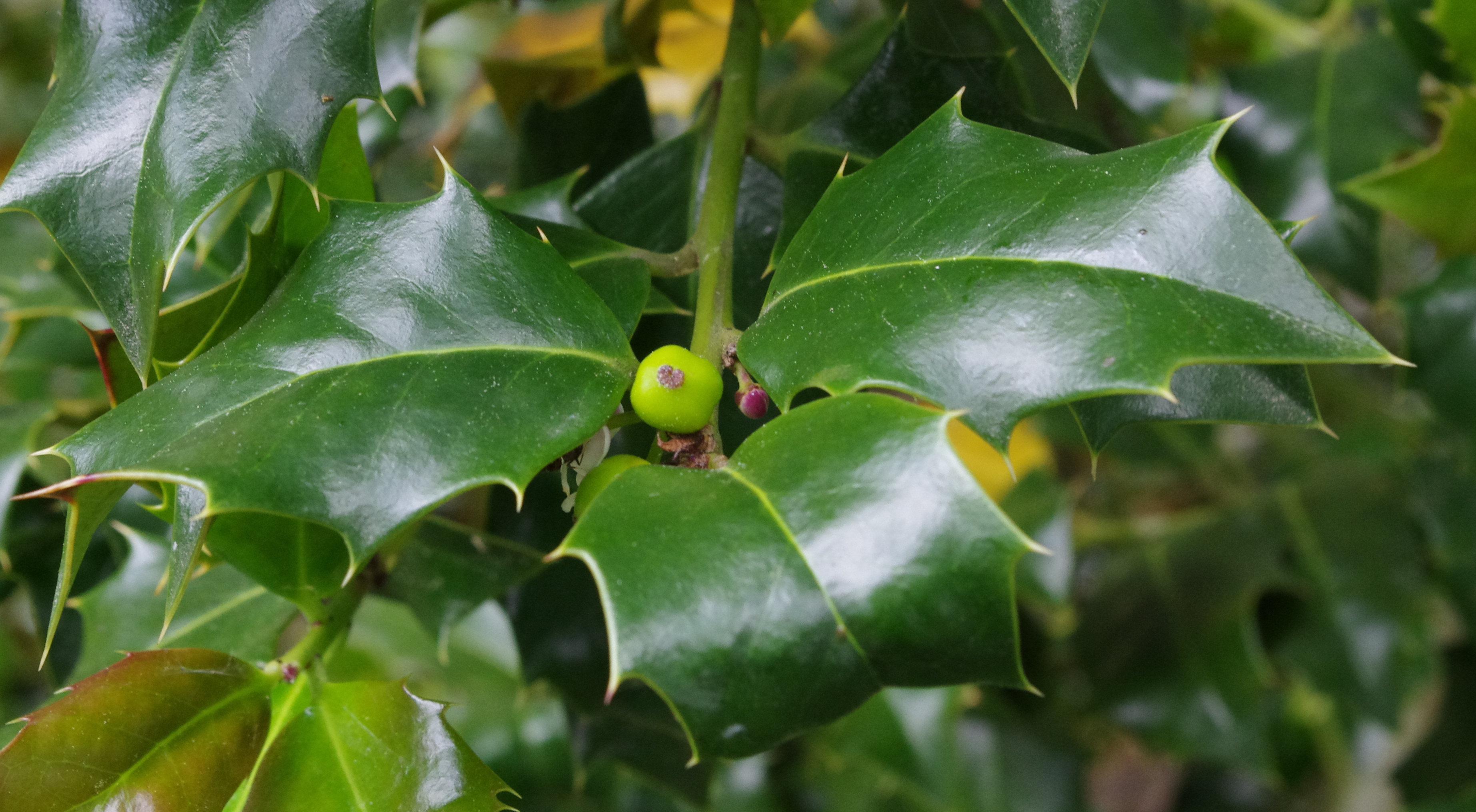
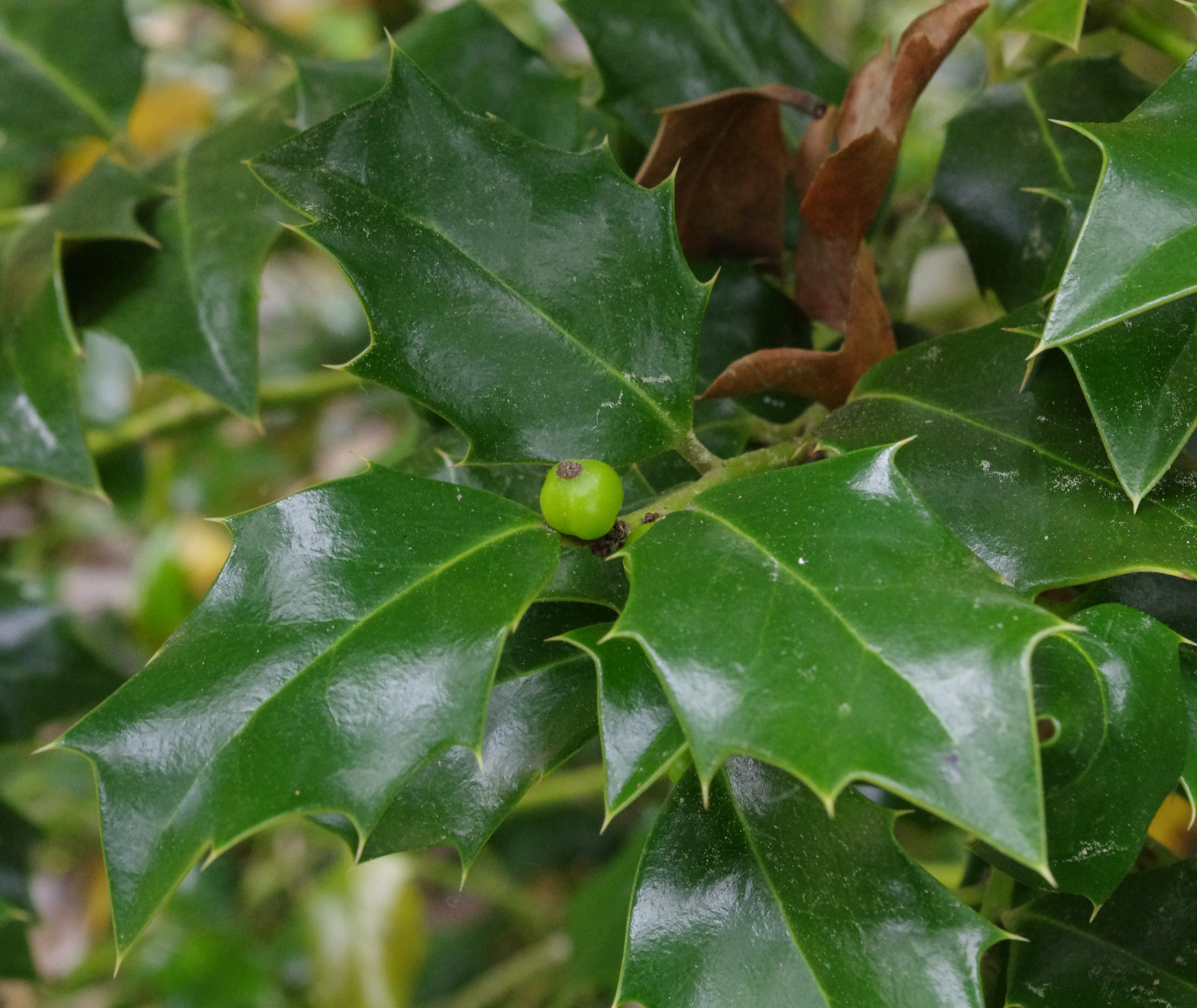